# Suddenly Susan
Suddenly Susan (Imprevisível Susan em Portugal e Suddenly Susan no Brasil) foi uma sitcom da NBC exibida de 1996 a 2000, teve como protagonista a atriz Brooke Shields que recebeu a oferta após a sua ótima atuação no episódio Aquele Depois do Superbowl do seriado Friends.
A história se passa na cidade de San Francisco, onde Susan está prestes a se casar com Kip Richmond, mas de repente Susan desiste do casamento no meio, jogando tudo pro alto, voltando para a casa de sua avó Nana (Barbara Barrie), e arranjando um emprego na revista The Gate que o dono é o irmão de Kip, Jack Richmond (Judd Nelson). Trabalhando com o fotografo Luis Rivera (Nestor Carbonell), o crítico musical Todd Sitties (David Strickland), a crítica culinária Vicki Groener (Kathy Griffin) e a repórter investigativa Maddy Piper (Andréa Bendwald).

## O piloto original
O piloto origial do programa, escrito por Billy Van Zandt & Jane Milmore que foi baseado num roteiro dramático de Clyde Phillips, Susan trabalha para uma editora de livros infantis, depois de terminar com o seu namorado Ted (Brian McNamara),Susan reencontra ele depois de anos, Susan ainda enfrenta maiores desafios no trabalho quando seu chefe Eric (Philip Casnoff)da a ela a díficil tarefa de trabalhar com Charlotte (Elizabeth Ashley) uma autora de novelas de sucesso, porém é teimosa.Felizmente, arranja forças com sua avó que a apoia, a Nana (Nancy Manchard), seus amigos Marcy (Maggie Wheeler) e  Neil (David Krumholtz), que tem uma queda por Susan.

## O suícidio de David Strickland
O ator da série David Strickland cometeu suicídio em 22 de março de 1999, pouco antes do final da terceira temporada. O episódio final da terceira temporada foi dedicado a Strickland. No episódio Todd fica desaparecido e Susan gasta todo o seu dinheiro tentando encontrá-lo, procurando informações, Susan descobre uma série de boas ações que Todd fez por em sua vizinhaça que Susan nunca soube. Nesse mesmo episódio, os personagens falam das experiências com Todd. O episódio termina com a música favorita de Todd (Fatboy Slim, Praise You) um clipe com imagens de Strickland e acaba com os títulos "The Gods of Comedy looked down upon you and smiled".

## Quarta temporada e cancelamento
No início da quarta temporada Judd Nelson e Andréa Bendewald deixaram a sitcom. O show foi remodelado e o The Gate foi transformada em uma revista masculina com novo proprietário Ian-Maxtone Graham (Eric Idle) e mudaram para um esquálido armazém em Chinatown.
Entre Seinfeld e ER Suddenly Susan tinha ratings de sucesso com cerca de 27 milhões de telespectadores por episódios, apesar das críticas desfavoráveis, nas segunda temporada quando o seriado passou a ser as segundas-feiras teve uma grande queda de ratings. E em 2000, quando o programa já não estava no Top 100 da NBC, a emissora decidiu cancelá-lo de uma vez.

## Curiosidades
- Em muitos episódios todo mundo da série para pra ver o seriado Seinfeld.
- Sherri Shepperd Miranda que participou da quarta temporada já tinha participado da série como a personagem Roni no episódio It's a Mad, Mad, Maddy World.
- Ian Maxtone-Graham teve esse nome em homenagem ao roteirista de Os Simpsons.
- Suddenly Susan deixou de ser exibido pela Warner Channel.